# Christian-Louis II de Mecklembourg-Schwerin
Christian-Louis II de Mecklembourg-Schwerin, (en allemand Christian II. Ludwig, Herzog zu Mecklenburg [-Schwerin]), (dénommé Christian-Louis II de Mecklembourg-Schwerin) né le 15 mai 1683, décédé le 30 mai 1756.
Il est duc de Mecklembourg-Güstrow, duc de Mecklembourg-Schwerin de 1747 à 1756.
En 1724, le futur duc Christian-Louis II de Mecklembourg-Schwerin décide de faire construire un pavillon de chasse, près d'un petit hameau appelé Klenow, à 36 kilomètres de Schwerin, la capitale du duché. La construction dure quatre ans (1731-1735). Cette demeure prend le surnom de "Ludwig-Lust", de "Ludwig" "Louis" et "lust" "Envie" et "Désir", c'est-à-dire le désir ou l'envie de Christian-Louis. C'est le château de Ludwigslust.

## Biographie

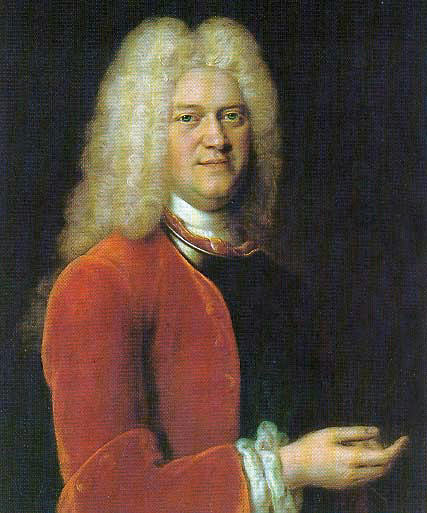
Portrait de Christian-Louis II de Mecklembourg-Schwerin

Il est le fils de Frédéric de Mecklembourg-Grabow et de Christine-Wilhelmine de Hesse-Hombourg.
Entre 1706 et 1713, la pastelliste italienne Rosalba Carriera peint de nombreux pastels pour lui.
En 1714, Christian-Louis II de Mecklembourg-Schwerin épouse Gustave-Caroline de Mecklembourg-Strelitz, (fille du duc Adolphe-Frédéric II de Mecklembourg-Strelitz)
Cinq enfants sont nés de cette union :
- Frédéric II de Mecklembourg-Schwerin (1717-1785), duc de Mecklembourg-Schwerin, duc de Mecklembourg-Güstrow de 1756 à 1785. En 1746, il épouse Louise-Frédérique de Wurtemberg (†1791), (fille de Frédéric de Wurtemberg)

- Ulrique de Mecklembourg-Schwerin (de) (1723-1813)

- Louis de Mecklembourg-Schwerin, (1725-1778), il épouse Charlotte de Saxe-Cobourg-Saalfeld (1731-1810), duc de Mecklembourg-Schwerin, duc de Mecklembourg-Güstrow, parents de Frédéric-François Ier de Mecklembourg-Schwerin

- Louise de Mecklembourg-Schwerin (1730-1730)

- Amélie de Mecklembourg-Schwerin (1732-1775)

Christian-Louis II de Mecklembourg-Schwerin succéda à son frère Charles-Léopold de Mecklembourg-Schwerin le 28 novembre 1747.

## Généalogie
Christian-Louis II de Mecklembourg-Schwerin appartient à la lignée de Mecklembourg-Schwerin, cette lignée appartenant à la première branche de la Maison de Mecklembourg s'éteignit en 2001 avec Frédéric-François V de Mecklembourg-Schwerin.